# ألفريدو زاياس ذ ألفونسو
ألفريدو زاياس ذ ألفونسو (بالإسبانية: Alfredo Zayas y Alfonso) (و. 1861 – 1934 م) هو كاتب، وسياسي من كوبا ولد في هافانا.

## روابط خارجية
- ألفريدو زاياس ذ ألفونسو على موقع الموسوعة البريطانية (الإنجليزية)